# 加藤安雄
加藤 安雄（かとう やすお、1950年4月6日 - ）は、岡山県総社市出身の元プロ野球選手（捕手）・コーチ。

## 経歴
倉敷商では3年次の1968年、捕手として夏の甲子園県予選準決勝に進出するが、倉敷工に敗退。高校卒業後の1969年に明治大学へ進学し、東京六大学リーグでは1年次の同年春季で優勝を経験するが、その後は法大・慶大の全盛期となり優勝には届かなかった。本来は捕手であるが定評のある打力を活かし、3年次の1971年からは4番打者、一塁手としても活躍。大学同期には前保洋がいた。
大学卒業後の1973年には熊谷組に入社し、同年の産業対抗では久保田美郎とバッテリーを組み決勝に進む。エアロマスターの細淵守男に完封を喫するが、同大会の優秀選手賞を獲得。また同年から1975年の3年連続で都市対抗に出場し、1974年に来日したキューバと社会人選抜の交流試合にも出場。1975年の都市対抗ではチームメイトの久保田と共に東京ガスの補強選手として出場し、松沼博久ともバッテリーを組む。2回戦で電電北海道の有沢賢持（日産サニー札幌から補強）から決勝2点本塁打を放つが、準々決勝で大丸に敗退。
強打の捕手と期待され、同年のドラフト4位で阪急ブレーブスに入団したが、中沢伸二・河村健一郎の壁を破れず出場機会には恵まれなかった。1981年からはコーチ補佐兼任となり、1982年に現役を引退。
引退後は阪急で一軍バッテリーコーチ補佐（1983年 - 1984年）→一軍バッテリーコーチ（1985年）を務め、1984年のリーグ優勝に貢献。退団後の1986年にはアイク生原を頼りに渡米して、ドジャース1Aにコーチ留学し、用具係の手伝いなども経験。帰国後は高校、大学の先輩である星野仙一監督の下を中心に中日（1987年 - 1991年・1996年 - 1997年・2000年一軍バッテリーコーチ, 1995年・1998年・2001年 - 2002年二軍バッテリーコーチ, 2003年二軍バッテリー総合コーチ, 1999年フロント）、阪神（1992年二軍ブルペンコーチ, 1993年一軍ブルペンコーチ, 1994年一軍バッテリーコーチ, 2004年・2007年二軍バッテリーコーチ, 2005年三軍育成・リハビリコーチ, 2006年二軍育成担当コーチ, 2008年 - 2009年二軍育成コーチ）でコーチを歴任。中日コーチ時代は中村武志を指導し、甲子園の阪神戦で小松辰雄のボールを3球続けて逸らした時には、その晩に即、当時の宿舎であった竹園旅館のコンクリートの駐車場でマンツーマンのワンバウンド捕球練習をさせた。
阪神退団後は故郷・岡山のショウワコーポレーション監督（2010年 - 2021年10月）を務め、後任には亀澤恭平が就任した。

## 詳細情報

### 年度別打撃成績
| 年 度     | 球 団     | 試 合 | 打 席 | 打 数 | 得 点 | 安 打 | 二 塁 打 | 三 塁 打 | 本 塁 打 | 塁 打 | 打 点 | 盗 塁 | 盗 塁 死 | 犠 打 | 犠 飛 | 四 球 | 敬 遠 | 死 球 | 三 振 | 併 殺 打 | 打 率 | 出 塁 率 | 長 打 率 | O P S |
| --------- | --------- | ----- | ----- | ----- | ----- | ----- | -------- | -------- | -------- | ----- | ----- | ----- | -------- | ----- | ----- | ----- | ----- | ----- | ----- | -------- | ----- | -------- | -------- | ----- |
| 1976      | 阪急      | 1     | 1     | 1     | 0     | 0     | 0        | 0        | 0        | 0     | 0     | 0     | 0        | 0     | 0     | 0     | 0     | 0     | 0     | 0        | .000  | .000     | .000     | .000  |
| 通算：1年 | 通算：1年 | 1     | 1     | 1     | 0     | 0     | 0        | 0        | 0        | 0     | 0     | 0     | 0        | 0     | 0     | 0     | 0     | 0     | 0     | 0        | .000  | .000     | .000     | .000  |

### 記録
- 初出場：1976年10月2日、対ロッテオリオンズ後期13回戦（阪急西宮球場）、7回裏に宇野輝幸に代わり捕手として出場

### 背番号
- 22 （1976年 - 1977年）
- 49 （1978年 - 1979年）
- 73 （1980年 - 1985年）
- 72 （1987年 - 1991年、1996年 - 1998年、2000年 - 2003年）
- 84 （1992年 - 1994年）
- 89 （1995年、2004年）
- 97 （2005年 - 2009年）